# Mead (ital)
A mead (vagy mézsör) egy méz, víz és élesztő erjesztésével előállított alkoholos ital, mely akár hűtve, akár forró italként is iható.

## Jellemzői
A mead elkészítéséhez méz, víz és élesztő szükséges. Az erjesztés során az italt gyakran különböző fűszerekkel, gyümölcsökkel, gabonafélékkel vagy komlóval ízesítik, van hogy cukrot is adnak hozzá.
A mead lehet
- száraz, félédes vagy édes
- csendes, szénsavas vagy természetesen pezsgő (gyöngyöző)
- alkoholtartalma 3,5%-tól akár 18%-ig is terjedhet.

## Magyarországon elterjedt változatok

### Mézbor
Mézbornak a méz és víz elegyéből alkoholos erjesztéssel készült italt nevezik. Amennyiben a mézborban széndioxid is marad, akkor gyöngyöző mézborról beszélünk.
A mézborhoz az alapanyagokat keveréssel vagy rázással elegyítjük el, majd az erjesztőedénybe töltjük. Az edényt egy úgynevezett borászati kotyogóval kell lezárni, amely lehetővé teszi az erjedés során keletkező széndioxid távozását, ugyanakkor megakadályozza, hogy az erjedő folyadékhoz oxigén (esetleg szennyeződés, baktérium) jusson be.

### Mézsör
A mézsört szokták méhsörként (vagy méhserként) is említeni; ez az elnevezés a germán meth-sör formából származik, nem a magyar 'méh' szó az eredete.
A mézsör készítése főzéssel indul: a mézet és a vizet komlóval főzik fel. Az elkészült főzet az első lépésben nyílt erjesztéssel (pl. letakart széles szájú üvegben) érik. Ezt követően pedig zárt erjesztéssel (teljesen légmentesen zárt tartályban, nyomás alatt) utóerjesztéssel készül el a mézsör.
A régebbi korokban a mézlé erjedését régi sörrel indították meg.

### Márc
A márc gyakorlatilag szőlőtörkölyön (vagy más gyümölcsön) megerjesztett mézes levet jelentett. A márc szó etimológiája bizonytalan, talán köze van a murci szóhoz, aminek szintén kérdéses az eredete.

Az Árpád-korból fennmaradt oklevelek említették a márcadót. 1138-ban II. Béla király is felsorolta adománylevelében a dömösi prépostsághoz tartozó 59 község adókötelezettségeit, mely "tartozmányok" között többek között évenként 175 akó márc is fel volt sorolva. 
A középkori Magyarországon a búcsúk kedvelt üdítőitala volt: egy sajtár mézet két sajtár vízben felforraltak, csillagánizst adtak hozzá, majd erjesztették. A márc előállítása az Árpád-kori Magyarországon fontos tevékenység, a szolgálónépek által űzött foglalkozások egyike volt, ami az udvar, a királyi udvarházak italellátásában játszott szerepet.

## A mead ismertebb fajtái
- Acerglyn: Juharsziruppal készült mead.
- Bais(wd)[4]
- Balché(wd): A mead mexikói változata.
- Bilbemel
- Black mead
- Blue mead
- Bochet(wd)
- Bochetomel
- Braggot: Cefrézett árpamaláta és méz alapú ital. Feltehetően ilyen típus volt az első egyiptomi sör is.[5]
- Byais(en)[6]
- Capsicumel
- Chouchen(wd)
- Cyser: Alma vagy almalé és méz együttes erjesztésével készült ital.[5]
- Czwórniak(en) (OFJ)
- Dandaghare
- Dwójniak(en) (OFJ)
- Hydromel
- Kabarawan(wd)[7][8]
- Medica/medovica
- Medovina
- Medovukha(wd)[9]
- Melomel(wd): Gyümölcs hozzáadásával készült.[5]
- Metheglin
- Midus(wd)[10][11]
- Mõdu[12]
- Morat
- Mulsum(en)
- Omphacomel
- Oxymel(wd)
- Pitarrilla[13]
- Pyment[14][15][16][17]
- Półtorak(en) (OFJ)
- Quick mead[18]
- Red mead
- Rhodomel
- Rubamel
- Sack mead[19][20]
- Short mead
- Show mead[21]
- Sima(wd)
- Tapluchʼi
- Tej/mes(wd)
- Trójniak(en) (OFJ)
- Včelovina
- White mead

## Fordítás
- Ez a szócikk részben vagy egészben  a   Mead című angol Wikipédia-szócikk ezen változatának fordításán alapul.  Az eredeti cikk szerkesztőit annak laptörténete sorolja fel. Ez a jelzés csupán a megfogalmazás eredetét és a szerzői jogokat jelzi, nem szolgál a cikkben szereplő információk forrásmegjelöléseként.